# Carl Zerrenner
Carl Hermann Friedrich Zerrenner (* 3. Mai 1815 in Lübeck; † 17. Dezember 1864) war ein deutscher Unternehmer und Bijouteriefabrikant. Von 1849 bis 1851 war er kommissarischer Bürgermeister, ab 1851 Bürgermeister und von 1857 bis 1862 Oberbürgermeister von Pforzheim.

## Leben
Carl Zerrenner kam als junger Kaufmann aus Lübeck zur Firma Hafner nach Pforzheim und gründete im Jahre 1843 eine Bijouteriefabrik, aus der die spätere Goldwarenfabrik F. Zerrenner hervorging. Anfang 1849, als sich die Wirren der Revolution zu legen begannen, bestimmte der badische Großherzog Leopold von Baden den 34-jährigen Carl Zerrenner zum kommissarischen Bürgermeister und Stadtoberhaupt Pforzheims. Als nach der Revolution 1849 der Turnverein Pforzheim verboten wurde, ermöglichte Carl Zerrenner mit seiner stillschweigenden Duldung, die sportlichen Betätigungen fortzusetzen. 
1851 wurde Carl Zerrenner von der Stadtgemeinde Pforzheim zum Bürgermeister gewählt, von 1857 bis 1862 amtierte er als Oberbürgermeister. Zu seinen Verdiensten zählten die ersten Flussregulierungen, die Errichtung der Töchterschule sowie die Förderung der Pforzheimer Schmuckindustrie. ⁠Zudem wird der Ursprung der heutigen Fritz-Erler-Schule im Jahr 1859 auf ihn zurückgeführt, als er die Einführung eines Handelskurses an der Gewerbeschule bewirkte. Während seiner elfjährigen Amtszeit verdoppelte sich die Bevölkerungszahl der Stadt von 7.950 auf 14.000 Einwohner.
Im Alter von 49 Jahren starb Carl Zerrenner 1864 an einem Schlaganfall. Die Stadt errichtete ihm im Pforzheimer Oststadtpark eine Grabstätte. Ihm zu Ehren wurde die Zerrennerstraße in der Pforzheimer Innenstadt nach ihm benannt. Auch seine Gattin Wilhelmine Zerrenner geb. Hofer (* 12. Juli 1820; † 26. November 1912) hat auf sozialem Gebiet viel für die Stadt geleistet.